# Maria Cunegonda di Sassonia
Maria Cunegonda Dorotea Edvige Francesca Saveria Fiorentina di Sassonia (Varsavia, 10 novembre 1740 – Dresda, 8 aprile 1826) è stata una principessa sassone, del ramo albertino della casa di Wettin, una badessa e un'imprenditrice tedesca.

## Biografia

### I primi anni
Maria Cunegonda era l'ultimogenita di Augusto III di Polonia (1696-1763), che era anche principe elettore di Sassonia, col nome di Federico Augusto II, e di sua moglie, Maria Giuseppa d'Austria, figlia di Giuseppe I d'Asburgo.
Studiò latino, francese, inglese, filosofia, geografia, religione, disegno, musica e danza ed eccelse in particolare nel teatro. Da giovane, infatti, la principessa Maria Cunegonda prese parte a diversi spettacoli che si tennero alla corte di Dresda; in una performance cantò il ruolo principale nell'opera Leucippo di Johann Adolph Hasse.

### Un possibile fidanzamento

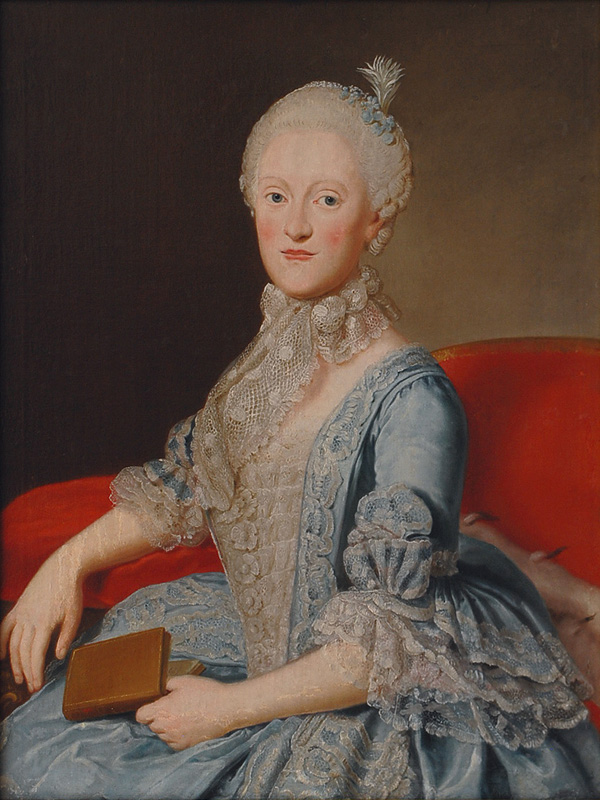
La principessa Maria Cunegonda in un ritratto del 1760 circa

Sin dalla più tenera età, Maria Cunegonda venne destinata a sposare un principe per rafforzare le relazioni politiche della sua famiglia. Il candidato considerato dal padre era l'allora arciduca Giuseppe d'Austria (1741-1790), che più tardi divenne imperatore come Giuseppe II. La sua prima moglie, Isabella di Borbone-Parma (1741-1763), infatti, era morta senza dare alla luce un erede per il trono imperiale e la madre dello sposo, l'imperatrice Maria Teresa, l'aveva messo sotto pressione per risposarsi e dare così alla luce un erede con una nuova consorte. Giuseppe considerò di sposare la sorella minore della sua prima moglie, la principessa Maria Luisa di Borbone-Parma (1751-1819), ma questa era già stata promessa in sposa a Carlo, principe delle Asturie (futuro Carlo IV di Spagna). Giuseppe chiese quindi al padre di Carlo, re Carlo III di Spagna, di rompere questo impegno, ma Carlo III rifiutò seccamente. L'imperatrice e il suo cancelliere gli consigliarono di scegliere quindi una principessa di Baviera o di Sassonia, nazioni con le quali l'impero aveva rapporti ampiamente amichevoli. Nel 1764, lasciò quindi Vienna per incontrare potenziali spose.
La corte sassone era favorevole ad un matrimonio tra Giuseppe e Maria Cunegonda, se non altro perché questo avrebbe potuto aiutare la corte sassone a risolvere le proprie difficoltà finanziarie. Venne organizzato un incontro tra i due a Teplice, in Boemia, ma in quell'occasione Maria Cunegonda non disse una parola per tutta la cena e Giuseppe decise che era troppo timida per essere sua moglie. Giuseppe decise quindi di sposare sua cugina, Maria Giuseppa di Baviera, pur non considerandola altrettanto carina.
A Maria Cunegonda venne risparmiato un matrimonio infelice con Giuseppe, come quello che si ebbe poi con Maria Giuseppa, ma l'esito dell'incontro "segreto" tra i due avvenuto in Boemia si diffuse a macchia d'olio nelle case principesche d'Europa, al punto che divenne sempre più complesso trovare un buon partito alla principessa sassone.

### L'elezione a badessa

#### Contesto politico
Uno degli obiettivi della politica della casata dei Wettin di Sassonia era quello di aumentare la propria influenza nella provincia del Basso Reno-Vestfalia, nella parte nord-occidentale del Sacro Romano Impero. La corte di Dresda chiese pertanto a Vienna, pur dopo il rifiuto di Giuseppe II, di nominare questa figlia al ruolo di badessa di una prestigiosa abbazia come compensazione per il piano matrimoniale fallito. Vienna propose di rendere Maria Cunegonda coadiutore ed erede designata dell'Abbazia di Hradcany, luogo religioso che l'imperatrice Maria Teresa aveva istituito presso il Castello di Praga. Tuttavia, Dresda respinse la proposta, perché l'abbazia si trovava sottoposta alla corona boema. Nel 1766, venne avanzata la richiesta che le fosse concessa la sovranità sulle abbazie di Münsterbilsen, Essen e Thorn.

#### L'elezione
Nel 1775 Marie Cunegonda venne eletta coadiutrice presso le abbazie di Essen e Thorn col diritto di successione alla badessa in carica, la principessa Francesca Cristina del Palatinato-Sulzbach (1696-1776). Alla morte della badessa Francesca Cristina 16 luglio 1776, Maria Cunegonda le successe in quello stesso giorno con un'elezione votata all'unanimità; la sua nomina, ad ogni modo, non fu così sorprendente, considerando che per sostenere la sua causa le corti di Vienna e Dresda insieme pagarono la somma di 45.000 fiorini al capitolo. Come principessa-badessa di un'abbazia Imperiale, Maria Cunegonda disponeva di un seggio e un voto nella Dieta imperiale e godeva di tutti i diritti e gli obblighi di una principessa imperiale (ad esempio poteva amministrare la bassa giustizia, far valere il diritto fiscale imperiale, aveva un diritto di legislazione proprio, un diritto di conio, doveva giurare fedeltà al sovrano e godeva dell'immunità giudiziaria).

### La vita come badessa

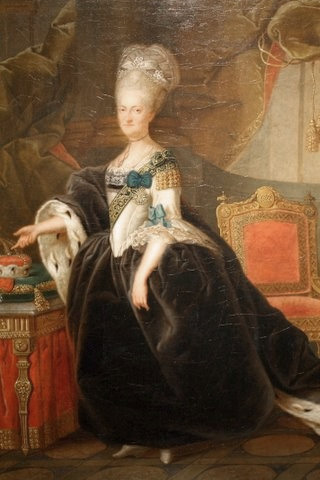
Maria Cunegonda in un ritratto negli abiti abbaziali

L'abbazia di Essen era un edificio religioso di notevole prestigio al momento dell'elezione di Maria Cunegonda al ruolo di nuova badessa. Tuttavia l'edificio residenziale dell'abbazia era così umido che il rappresentante della corte di Dresda, che era venuto a controllare lo svolgimento delle operazioni per l'elezione della principessa sassone, si rifiutò di passare la notte nel palazzo. La città di Essen era piccola ed a carattere prettamente provinciale, le strade erano pericolose e la vita culturale era praticamente inesistente. Maria Cunegonda ritardò per questi motivi il suo arrivo ufficiale in città che venne celebrato in pompa magna l'8 ottobre 1777; la principessa lasciò ad ogni modo la cittadina già il giorno successivo.
Maria Cunegonda era infatti già una figura influente alla corte di suo fratello Clemente Venceslao a Coblenza, dove egli era arcivescovo e principe-elettore, al punto che quando questi completò il nuovo palazzo elettorale, lei vi prese residenza insieme alla corte arcivescovile del fratello, soggiornando raramente nelle abbazie di cui era titolare e limitandosi ad amministrarle da lontano. Ella influenzò soprattutto le politiche interne del fratello.
Nel 1781, Maria Cunegonda emanò una prima riforma del sistema giudiziario valido nel territorio della sua abbazia principesca, tuttavia, nel 1786, il conflitto si allargò, quando questa promulgò leggi più stringenti nell'ambito della silvicoltura e della regolamentazione della caccia, attirandosi le ire dell'aristocrazia locale e giungendo ad intentare una causa nel Reichskammergericht. Nel 1792, Johann Jakob Schmitz lasciò Essen ed accettò una cattedra presso l'Università di Bonn, sentendo l'ambiente del principato abbaziale come troppo chiuso e senza prospettive. Dopo la sua partenza, la badessa e le canonichesse della cattedrale si dissero disposte a negoziare un compromesso, che i loro rappresentanti hanno concluso dopo lunghe trattative il 17 settembre 1794. Crearono la prima costituzione scritta del principato, in cui sono vennero delineati e definiti anche i poteri della badessa.
In aggiunta a questa riforma costituzionale e giudiziaria, Maria Cunegonda legiferò il divieto di aborto ed emanò un regolamento per le attività dei chirurghi e delle ostetriche. Fondò inoltre una scuola per le figlie dell'aristocrazia locale e lavorò alacremente per il raggiungimento dell'istruzione gratuita ed obbligatoria, nonché per una riduzione del numero di giorni festivi rispetto a quelli lavorativi, pur tenendo presenti le esigenze spirituali del suo principato.

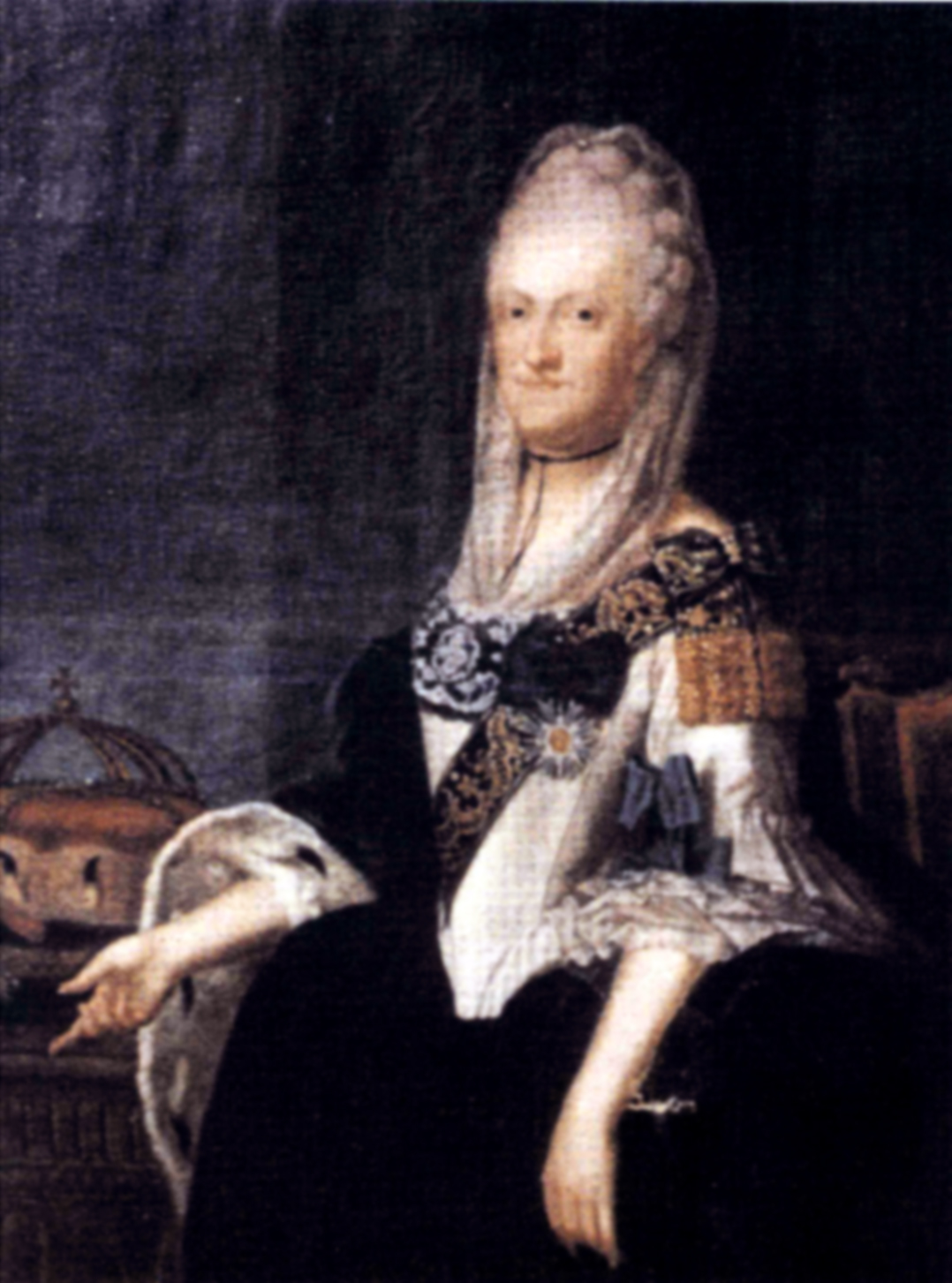
Maria Cunegonda nelle vesti di badessa

Maria Cunegonda dimostrò anche un notevole fiuto per gli affari ed è considerata una delle pioniere dell'industria pesante nell'area del bacino della Ruhr. L'importanza delle miniere di ferro presenti sotto la superficie nell'Emscherbruch era un fatto risaputo dalla metà del XVIII secolo e fu proprio Maria Cunegonda ad investire anche privatamente alla realizzazione delle prime industrie sistematiche per la lavorazione dei metalli nell'area. Nel 1789 istituì una prima società per la fusione del ferro nell'area dell'abbazia di Essen. Già nel 1787 la badessa aveva acquisito delle quote della miniera "Gute Hoffnung" e nel 1796 acquistò anche la miniera "Sant'Antonio". A capo di queste industrie pose Gottlob Jacobi, originario di Coblenza, e con una notevole esperienza nel campo, al punto che questi divenne dal 1799 comproprietario di alcune imprese dipendenti direttamente dalla Badessa. Le industrie ferriere, come società private, non furono interessate dalla secolarizzazione che invece andò a colpire il principato abbaziale e pertanto esse rimasero di proprietà privata di Maria Cunegonda. La badessa vendette infine le sue quote nel campo ai fratelli Haniel il 24 maggio 1805 per 23.800 talleri. La miniera "Gute Hoffnung", acquistata poi da Heinrich Arnold Huyssen, andò a costituire la base di produzione della futura Gutehoffnungshütte.
Il 3 agosto 1802, le truppe prussiane occuparono il suo territorio e iniziarono un progressivo processo di secolarizzazione delle sue istituzioni. Con tale operazione, Maria Cunegonda perse il suo potere secolare, ma mantenne comunque il suo status a livello ecclesiastico. In un trattato con il Regno di Prussia, si accordò per ricevere uno stipendio annuo di 6500 talleri derivati dai ricavi dell'abbazia di cui era titolare, per il resto della sua vita.

### Gli ultimi anni

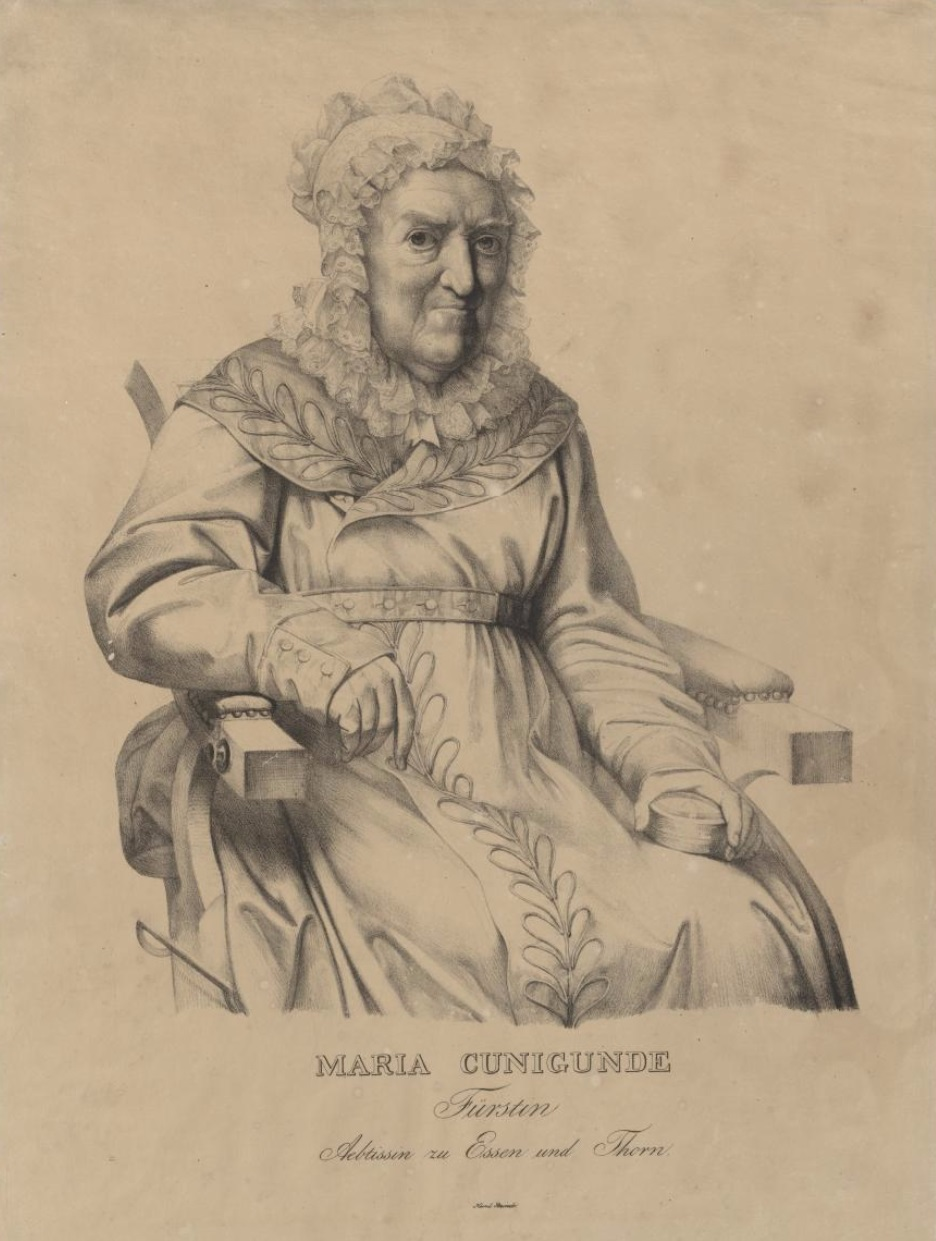
Maria Cunegonda, ormai anziana, in una litografia del 1818

A partire dal 1802, Maria Cunegonda visse con il fratello Clemente Venceslao a Marktoberdorf, condividendone l'esilio forzato dai propri territori. Quando questi morì, nel 1812, Maria Cunegonda prese la decisione di lasciare Marktoberdorf prima del funerale del fratello e decise di fare ritorno a Dresda, dove rimase alla corte di suo nipote Federico Augusto.
Morì a Dresda l'8 aprile 1826. Tre giorni dopo fu sepolta nella nuova cripta della Cattedrale della Santissima Trinità. Ultima di quindici tra fratelli e sorelle a morire, aveva redatto il proprio testamento nel 1821, riscoperto nell'archivio di stato di Dresda solo nel 2001. Nelle sue ultime volontà, la defunta badessa rese chiaro che, per quanto non avesse più fatto regolari visite ad Essen dopo il 1792, nel suo cuore e nella sua mente vi furono fino all'ultima sua ora di vita il pensiero del solo bene per il suo principato e per il suo ruolo religioso. Diversi furono gli ufficiali di corte a beneficiare di suoi lasciti, come ad esempio il suo primo ministro, il suo segretario, il cuoco, le impiegate della sua lavanderia personale, il suo medico personale Georg Brüning, il suo cocchiere e altri. Suo esecutore testamentario venne nominato il nipote Federico Augusto I di Sassonia.

## Antenati
|                                              |                      |                                           | Genitori                                |  |  | Nonni |  |  | Bisnonni                         |  |  | Trisnonni                       |  |
|                                              |                      |                                           |                                         |  |  |       |  |  | Giovanni Giorgio III di Sassonia |  |  | Giovanni Giorgio II di Sassonia |  |
|                                              |                      |                                           |                                         |  |  |       |  |  | Giovanni Giorgio III di Sassonia |  |  | Giovanni Giorgio II di Sassonia |  |
|                                              |                      | Maddalena Sibilla di Brandeburgo-Bayreuth |                                         |  |  |       |  |  | Giovanni Giorgio III di Sassonia |  |  |                                 |  |
| Augusto II di Polonia                        |                      |                                           |                                         |  |  |       |  |  | Giovanni Giorgio III di Sassonia |  |  |                                 |  |
|                                              |                      | Anna Sofia di Danimarca                   | Federico III di Danimarca               |  |  |       |  |  |                                  |  |  |                                 |  |
|                                              |                      | Anna Sofia di Danimarca                   | Federico III di Danimarca               |  |  |       |  |  |                                  |  |  |                                 |  |
|                                              |                      | Anna Sofia di Danimarca                   | Sofia Amelia di Brunswick e Lüneburg    |  |  |       |  |  |                                  |  |  |                                 |  |
| Augusto III di Polonia                       |                      | Anna Sofia di Danimarca                   |                                         |  |  |       |  |  |                                  |  |  |                                 |  |
|                                              |                      | Cristiano Ernesto di Brandeburgo-Bayreuth | Ermanno Augusto di Brandeburgo-Bayreuth |  |  |       |  |  |                                  |  |  |                                 |  |
|                                              |                      | Cristiano Ernesto di Brandeburgo-Bayreuth | Ermanno Augusto di Brandeburgo-Bayreuth |  |  |       |  |  |                                  |  |  |                                 |  |
|                                              |                      | Cristiano Ernesto di Brandeburgo-Bayreuth | Sofia di Brandeburgo-Ansbach            |  |  |       |  |  |                                  |  |  |                                 |  |
| Cristiana Eberardina di Brandeburgo-Bayreuth |                      | Cristiano Ernesto di Brandeburgo-Bayreuth |                                         |  |  |       |  |  |                                  |  |  |                                 |  |
|                                              |                      | Sofia Luisa di Württemberg                | Eberardo III di Württemberg             |  |  |       |  |  |                                  |  |  |                                 |  |
|                                              |                      | Sofia Luisa di Württemberg                | Eberardo III di Württemberg             |  |  |       |  |  |                                  |  |  |                                 |  |
|                                              |                      | Sofia Luisa di Württemberg                | Anna Caterina Dorotea di Salm-Kyrburg   |  |  |       |  |  |                                  |  |  |                                 |  |
| Maria Cunegonda di Sassonia                  |                      | Sofia Luisa di Württemberg                |                                         |  |  |       |  |  |                                  |  |  |                                 |  |
|                                              | Leopoldo I d'Asburgo | Ferdinando III d'Asburgo                  |                                         |  |  |       |  |  |                                  |  |  |                                 |  |
|                                              | Leopoldo I d'Asburgo | Ferdinando III d'Asburgo                  |                                         |  |  |       |  |  |                                  |  |  |                                 |  |
|                                              | Leopoldo I d'Asburgo | Maria Anna di Spagna                      |                                         |  |  |       |  |  |                                  |  |  |                                 |  |
| Giuseppe I d'Asburgo                         | Leopoldo I d'Asburgo |                                           |                                         |  |  |       |  |  |                                  |  |  |                                 |  |
|                                              |                      | Eleonora del Palatinato-Neuburg           | Filippo Guglielmo del Palatinato        |  |  |       |  |  |                                  |  |  |                                 |  |
|                                              |                      | Eleonora del Palatinato-Neuburg           | Filippo Guglielmo del Palatinato        |  |  |       |  |  |                                  |  |  |                                 |  |
|                                              |                      | Eleonora del Palatinato-Neuburg           | Elisabetta Amalia d'Assia-Darmstadt     |  |  |       |  |  |                                  |  |  |                                 |  |
| Maria Giuseppa d'Austria                     |                      | Eleonora del Palatinato-Neuburg           |                                         |  |  |       |  |  |                                  |  |  |                                 |  |
|                                              |                      | Giovanni Federico di Brunswick-Lüneburg   | Giorgio di Brunswick-Lüneburg           |  |  |       |  |  |                                  |  |  |                                 |  |
|                                              |                      | Giovanni Federico di Brunswick-Lüneburg   | Giorgio di Brunswick-Lüneburg           |  |  |       |  |  |                                  |  |  |                                 |  |
|                                              |                      | Giovanni Federico di Brunswick-Lüneburg   | Anna Eleonora di Assia-Darmstadt        |  |  |       |  |  |                                  |  |  |                                 |  |
| Guglielmina Amalia di Brunswick-Lüneburg     |                      | Giovanni Federico di Brunswick-Lüneburg   |                                         |  |  |       |  |  |                                  |  |  |                                 |  |
|                                              |                      | Benedetta Enrichetta del Palatinato       | Edoardo del Palatinato-Simmern          |  |  |       |  |  |                                  |  |  |                                 |  |
|                                              |                      | Benedetta Enrichetta del Palatinato       | Edoardo del Palatinato-Simmern          |  |  |       |  |  |                                  |  |  |                                 |  |
|                                              |                      | Benedetta Enrichetta del Palatinato       | Anna Maria di Gonzaga-Nevers            |  |  |       |  |  |                                  |  |  |                                 |  |
|                                              |                      | Benedetta Enrichetta del Palatinato       |                                         |  |  |       |  |  |                                  |  |  |                                 |  |